# Elisabeth von Braunschweig-Calenberg
Elisabeth von Braunschweig-Calenberg (* 8. April 1526 in Nienover; † 19. August 1566 in Schleusingen) war eine Prinzessin von Braunschweig-Calenberg und durch Heirat Gräfin von Henneberg.

## Leben
Elisabeth war das älteste Kind des Herzogs Erich I. von Braunschweig-Calenberg (1470–1540) aus dessen Ehe mit Elisabeth (1510–1558), Tochter des Kurfürsten Joachim I. von Brandenburg. Elisabeth wurde durch ihre Mutter streng protestantisch erzogen.
Elisabeth heiratete am 19. August 1543 in Münden Graf Georg Ernst von Henneberg (1511–1583). Drei Jahre später heiratete Elisabeths verwitwete Mutter dessen jüngeren Bruder Poppo. Für die Mitgift der Prinzessin von 20.000 Gulden kamen ihre Mutter, ihr Bruder Erich sowie ihr Cousin Joachim auf. Teile der Aussteuer und des Ehegelds Elisabeths übernahm das Kloster Weende mit 350 Gulden. Als Wittum wurden Elisabeth die Ämter Schleusingen, Themar und Suhl zugesichert. Durch seine Ehe mit Elisabeth kam Georg Ernst mit den vornehmsten protestantischen Häusern Deutschlands in Verbindung.
Die 23-jährige Ehe Elisabeths galt als „friedsam“, blieb aber kinderlos. Elisabeth widmete sich der Frömmigkeit und der Wohlfahrt. Auch unter dem Einfluss der streng evangelischen Landesmutter wurde die Reformation in der Grafschaft Henneberg entscheidend gefördert. Elisabeth nahm in der Grafschaft vertriebene evangelische Prediger auf.
Elisabeth wurde in Schleusingen bestattet, wo in der dortigen Schlosskirche ein Epitaph ihr Grabmal schmückt, das schon zu ihren Lebzeiten fertiggestellt wurde. Georg Ernst hatte mit dem Tod seiner Gemahlin die Verlegung der Familienbegräbnisstätte der Henneberger aus dem Kloster Veßra in die Ägidienkapelle nach Schleusingen veranlasst.